# Athyroglossa dinorata
Athyroglossa dinorata is een vliegensoort uit de familie van de oevervliegen (Ephydridae). De wetenschappelijke naam van de soort is voor het eerst geldig gepubliceerd in 1990 door Mathis and Zatwarnicki.